# Staatsstraße
Als Staatsstraße (englisch State Route) werden Straßen bezeichnet, die in der Hierarchie unterhalb der Nationalstraßen stehen oder als Nationalstraßen fungieren. Staatsstraßen gibt es in verschiedenen Staaten, neben den deutschsprachigen Ländern unter anderem in den Vereinigten Staaten, Australien oder Mexiko. 

## Allgemeines
Je nach Staat wird die Staatsstraße auch State Highway oder State Road genannt. In vielen Ländern liegt die Straßenbaulast beim Bundesstaat (USA) oder beim Staat (Neuseeland). Die Straßenbaulast gibt Auskunft darüber, welche Gebietskörperschaft für den Straßenbau und die Instandhaltung zuständig ist.

## Deutschsprachige Länder

### Deutschland, Liechtenstein, Österreich
In Deutschland, Liechtenstein und Österreich erfüllen die Landesstraßen die Aufgabe der Staatsstraße. In den Freistaaten Bayern und Sachsen heißen die Landesstraßen I. Ordnung offiziell „Staatsstraßen“.

### Schweiz
In der Schweiz heißen sie Staatsstrassen oder auch Kantonsstrassen, bei denen die Kantone die Straßenbaulast tragen. Im Kanton Bern erhielten die Kantonsstrassen offiziell erst im Januar 2005 diese Bezeichnung.

## Australien

Schild einer australischen State Route

Das State Route System in Australien ist ein System von städtischen und ländlichen Straßen, die nicht zum National Route System gehören. Diese Straßen sind mit blauen Schildern ausgezeichnet. Einige der Straßen wurden vom National Route heruntergestuft.

## Indien
In Indien werden als State Highway Fernstraßen bezeichnet, die von den Regierungen der einzelnen Bundesstaaten gebaut und unterhalten werden. In der Ordnung stehen sie unter den National Highways, die von der Zentralregierung Indiens unterhalten werden. State Highways verbinden wichtige Orte innerhalb eines Bundesstaates und stellen auch Verbindungen zu anderen Bundesstaaten oder National Highways her.

## Kanada

Beschilderung für den Trans-Canada Highway

Auch in Kanada gibt es Staatsstraßen. Da Kanada ein föderaler Bundesstaat ist und in Provinzen sowie Territorien unterteilt ist, erfolgt auch bei den Staatsstraßen eine entsprechende Unterteilung. Neben den Straßen des Bundes verfügen auch die einzelnen Bundesstaaten über ein eigenes System von Provinz- oder Territorialstraßen, welche auch den Großteil des Autobahnnetzes des Landes ausmachen.
Auf Bundesebene finden sich die Straßen im National Highway System, welches 1988 ins Leben gerufen wurde. Bei der Einführung wurden 24.500 km in das National Highway System aufgenommen, bis 2017 wurde das Netz auf 38.098 km erweitert. Dabei handelt es sich im Grunde um Straßen der Provinzen und Territorien. Diese Staatsstraßen selbst werden nicht mit besonderen Straßenschildern markiert. Eine Ausnahme bei der Kennzeichnung der Staatsstraßen des Bundes stellt der Trans-Canada Highway dar, der als einziger mit einem eigenen Schild ausgezeichnet wird.

## Neuseeland
Das State Highway System in Neuseeland ist ein landesweites Straßennetz, bei dem zwischen Straßen der Nord- und der Südinsel unterschieden wird. Im Jahr 2006 gab es weniger als 100 Straßen, die als State Highways ausgezeichnet waren. Sie werden von der New Zealand Transport Agency betreut und auf ihnen gilt eine allgemeine Höchstgeschwindigkeit von 100 km/h.
Die Straßen waren ursprünglich in National- und Provinzstraßen aufgeteilt. Die Nationalstraßen hatten einen höheren Standard und wurden vorrangig unterstützt. Die beiden Klassen der Straßen gehören mittlerweile zu den State Highways. Die längste ist die SH 1, die über beide Hauptinseln führt. Die State Highways 2–5 und 10–58 liegen auf der Nordinsel und die State Highways 6–8 und 60–99 liegen auf der Südinsel.

## Vereinigte Staaten

Allgemeines Schild für State Routes in den USA

California State Route 1

Die State Routes in den Vereinigten Staaten gelten im Allgemeinen als Haupt- und Nebenstraßen, obwohl auch einige als Freeways, wie zum Beispiel die Massachusetts Route 128 oder Teile der New Hampshire Route 101, ausgezeichnet sind. Jeder Bundesstaat hat ein eigenes System der Nummern und eigene Schilder. Das allgemeine Schild besteht aus einem Kreis, das von einem Quadrat umgeben ist. Der Raum zwischen dem Kreis und dem Quadrat ist schwarz ausgefüllt. Jeder Bundesstaat hat das Recht, die Schilder selbst auszuwählen. Oftmals sind auf den Schildern auch die Grenzen der jeweiligen Bundesstaaten abgebildet. In einigen Staaten haben die State Routes verschiedene Namen.
Die Bezeichnungen State Route, State Highway usw. sind von Staat zu Staat unterschiedlich. In den USA gibt es keine generellen Bezeichnungen, so dass jeder Bundesstaat das Namensrecht hat, die Namen selbst festzulegen. Berühmteste ist die Panoramastraße California State Route 1 (656 mi, 1.055 km) entlang der Westküste. Sie ist die zweitlängste der USA nach dem Montana Highway 200 (707 mi, 1.137 km). 
In einigen Bundesstaaten gibt es neben den State Routes noch andere Nebenstraßen. In Missouri heißen diese zum Beispiel Missouri Supplemental Routes.